# Alna (Oslo)

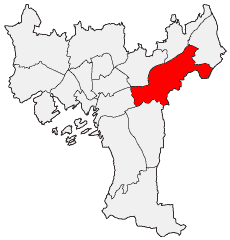
Localización del distrito dentro de Oslo.

Alna es uno de los 15 distritos de la ciudad de Oslo, Noruega.
El distrito tiene los siguientes barrios:
- Alnabru
- Hellerud
- Ellingsrud
- Tveita
- Furuset
- Haugerud
- Trosterud
- Lindeberg

- Datos: Q775703
- Multimedia: Alna (borough) / Q775703